# 竹下豊次

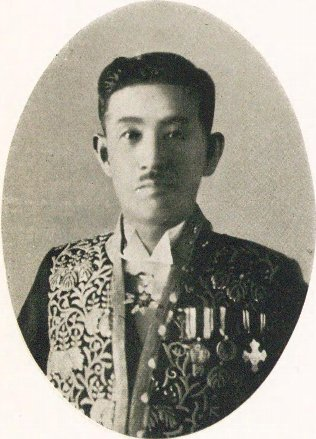
竹下豊次

竹下 豊次（たけした とよじ、1887年（明治20年）2月2日 – 1978年（昭和53年）4月25日）は、大正から昭和期の官僚、政治家。貴族院多額納税者議員、参議院議員（緑風会）。

## 経歴
宮崎県南那珂郡西方村（福島村大字西方、福島町を経て現串間市）出身。1911年（明治44年）、東京帝国大学法科大学独法科を卒業し、大学院に学んだ。1912年（大正元年）高等試験行政科に合格し、翌年に福岡県属警部となった。以後、同県警視、製鉄所副参事、同参事、農商務省工場監督官、同書記官・工場課長を歴任した。1922年（大正11年）、国際労働会議政府代表道家斉の随員として渡欧。国際労働機関に勤務し、第5回及び第6回国際労働会議の政府代表顧問を務めた。
1924年（大正13年）に帰国し、社会局書記官、長野県警察部長に在勤。
1926年（大正15年）、長野県下の警察署の統廃合を契機に抗議運動が活発化（いわゆる警廃事件）。同年7月18日、群衆が県知事公舎や警察部長官舎を襲撃、官舎にいた竹下は下駄や棍棒などで殴打された。同年8月、依願免官。
1928年（昭和3年）、台湾総督府社会課長、同地方課長を歴任し、勅任事務官に昇進した。1932年（昭和7年）、台中州知事に就任し、1935年（昭和10年）には関東州庁長官に転じた。
退官後の1939年（昭和14年）に貴族院議員に選出され、1947年（昭和22年）に貴族院が廃止されるまでその職にあった。同年の第1回参議院議員通常選挙に出馬し、当選。第3回参議院議員通常選挙でも再選を果たした。その間、第2次吉田内閣で労働政務次官を務めた。
1964年（昭和39年）秋の叙勲で勲二等旭日重光章受章（勲三等からの昇叙）。
1978年4月25日、老衰のため東京都世田谷区田園調布の自宅にて死去。91歳。死没日をもって従四位から従三位に叙される。